# Zeytin ezmesi

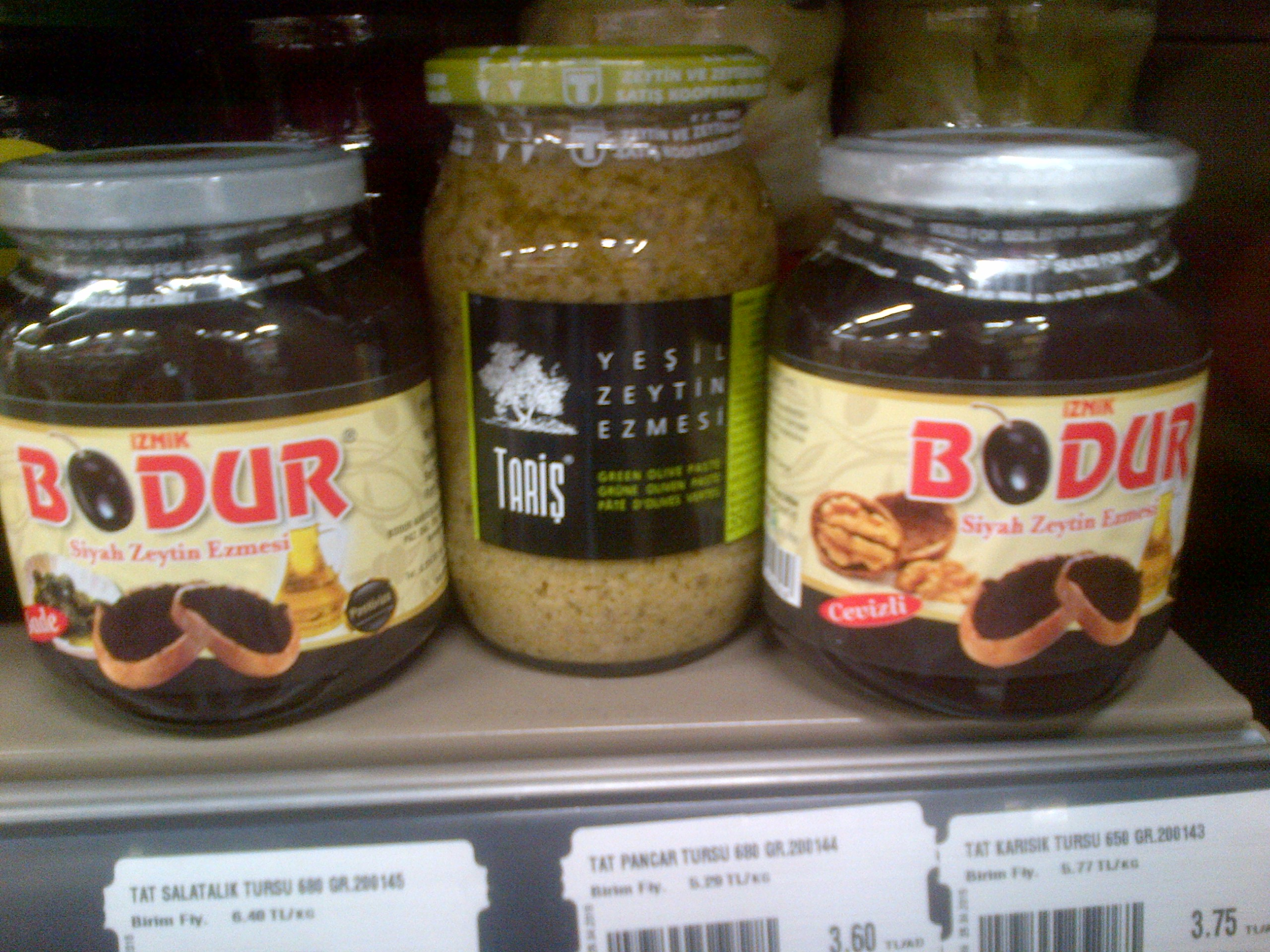
Zeytin ezmesi (a l'esquerra d'olives negres simple, a la dreta fet d'olives negres amb nous, al centre, d'olives verdes

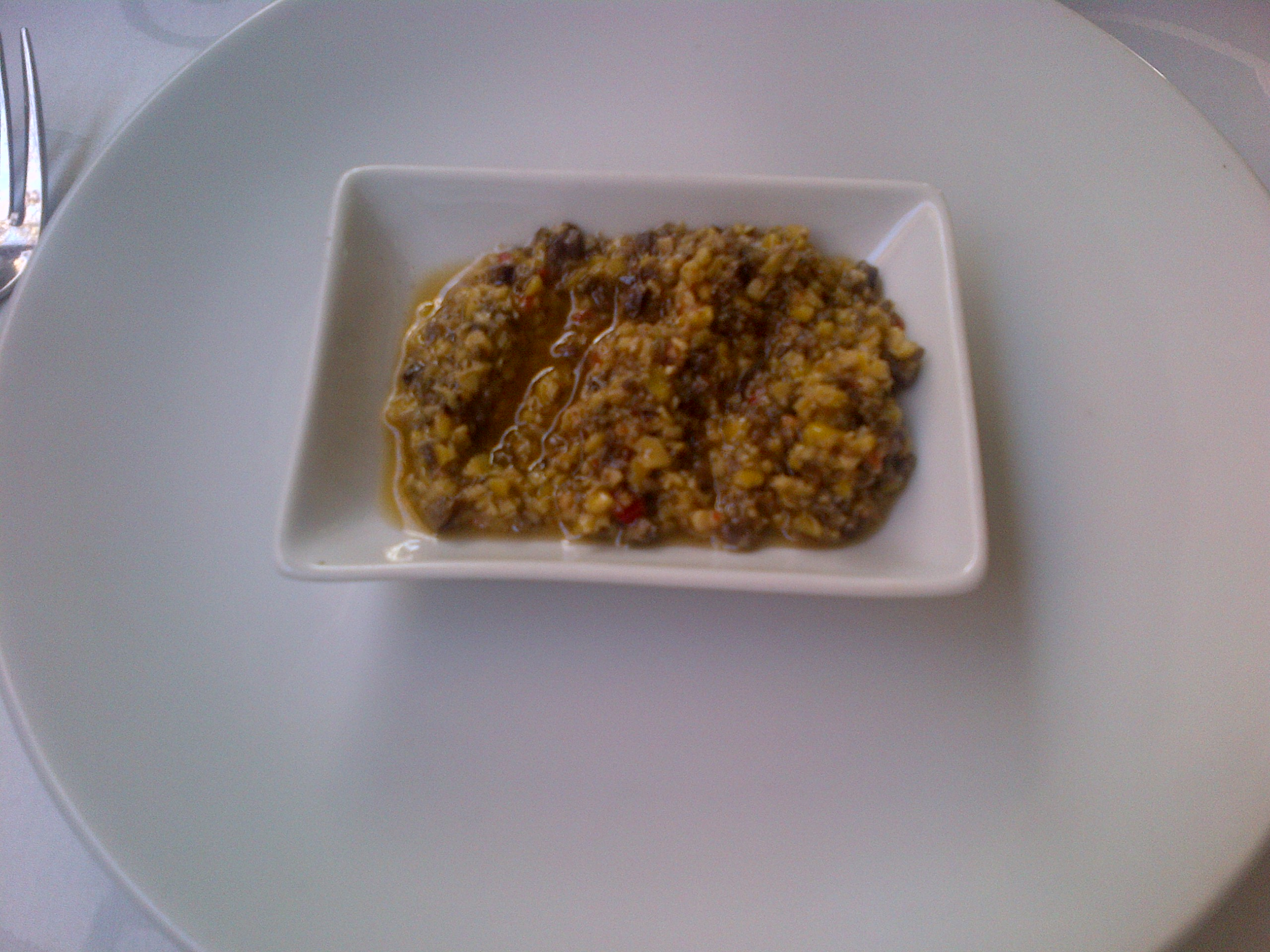
El "Sızma" (lit. filtrat) és un meze de la cuina de Gaziantep, similar al zeytin ezmesi, i fet amb olives verdes

Zeytin ezmesi (literalment, olives moltes) és una pasta d'olives negres i verdes, amanida amb oli d'oliva i similar a un paté vegetal, propi de la cuina turca.
A Turquia, el paté d'olives es consumeix a l'esmorzar, o més aviat a l'hora del te. Es menja sobre pa o pa torrat. Les mares turques prefereixen aquest producte per als nens, per no patir perquè es puguin ofegar pels pinyols de les olives.
Zeytin ezmesi també es pot utilitzar per fer canapès.